# Kingston (Norfolkinsel)
Die Streusiedlung Kingston (norfuk Daun a'Taun) ist die Hauptstadt der Norfolkinsel, eines australischen Außengebiets. 
Kingston liegt auf der Kingston-Ebene (englisch Kingston Plain), die sich etwa 20 Meter über das Meer am Fuße der Randstufe erhebt. Die Ebene ist etwa 1,5 Kilometer lang und bis zu 500 Meter breit. Ihre höchste Erhebung ist der Flagstaff Hill mit 60 m.
Kingston ist das Zentrum des UNESCO-Welterbes „Kingston and Arthurs Vale Historic Area“.

## Geschichte
Der Name der Siedlung erinnert an die Ankunft von Lieutenant Philip Gidley King und 22 Siedlern am 6. März 1788. Kingston war zunächst unter dem Namen Sidney bzw. Sydney Bay bekannt. 1796 wurde diese zur Town of Sydney. zu Ehren von Thomas Townshend, 1. Viscount Sydney.

### Stadtaufbau
Die Altstadt ist eine Streusiedlung oberhalb des Schiffsanlegers Kingston Pier. Das moderne Kingston wurde ab den 1830er Jahren von den Royal Engineers nach dem hippodamischen Schema geplant. Die Stadt wird von zwei Ost-West-Straßen (Bay Street und Quality Row) durchzogen, die durch kurze Stichstraßen (Pier Street,  Bounty Street und die ehemalige Bligh Street) verbunden sind. Der Watermill Creek wird dabei von kleinen Steinbrücken überquert. Vier Hauptstraßen verbinden den Ort mit dem Umland (Country Road, Middlegate Road, Rooty Hill Road und Driver Christian Road). Alle Gebäude von Kingston befinden sich in der Altstadt bzw. an der Quality Row mit Ausnahme des Regierungssitzes auf der Anhebung Dove's Plot Hill.  Im Zentrum und Westen der Eben liegen öffentliche Parkanlagen, der Golfplatz befindet sich im Osten und der Friedhof im Nordosten.

## Sonstiges
Es gibt keine eigene Verwaltung der Siedlung und die Ortsgrenzen sind nicht genau definiert. Für die öffentliche Müllentsorgung und andere städtische Leistungen ist die Verwaltung des UNESCO-Welterbes zuständig. Kingston hat kein definiertes Wappen oder Flagge.

## Galerie

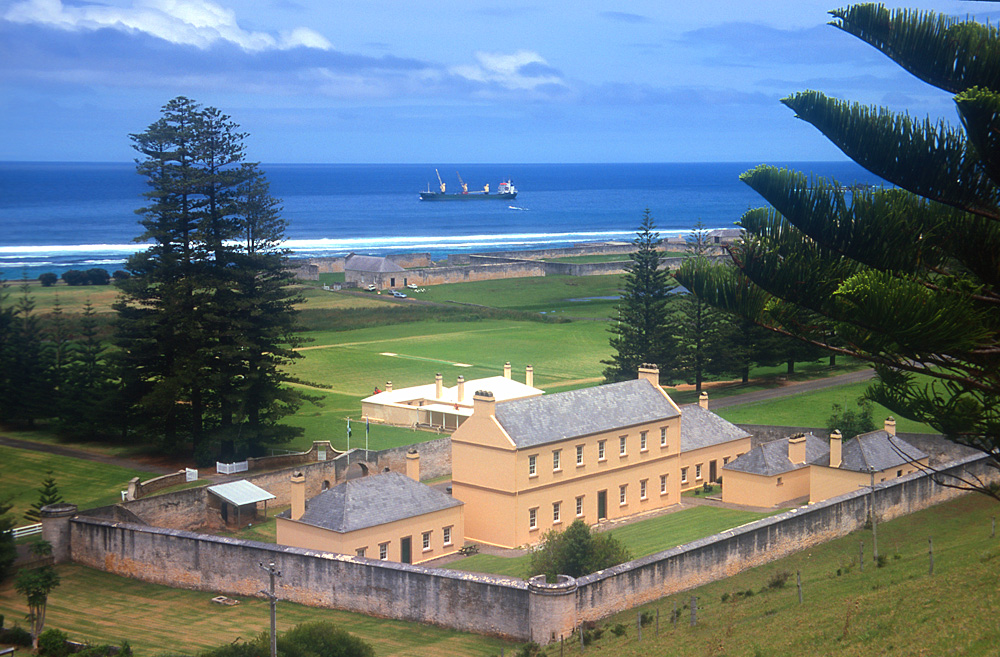
Gesetzgebende Versammlung der Norfolkinsel (ehemaliges Sträflingslager)
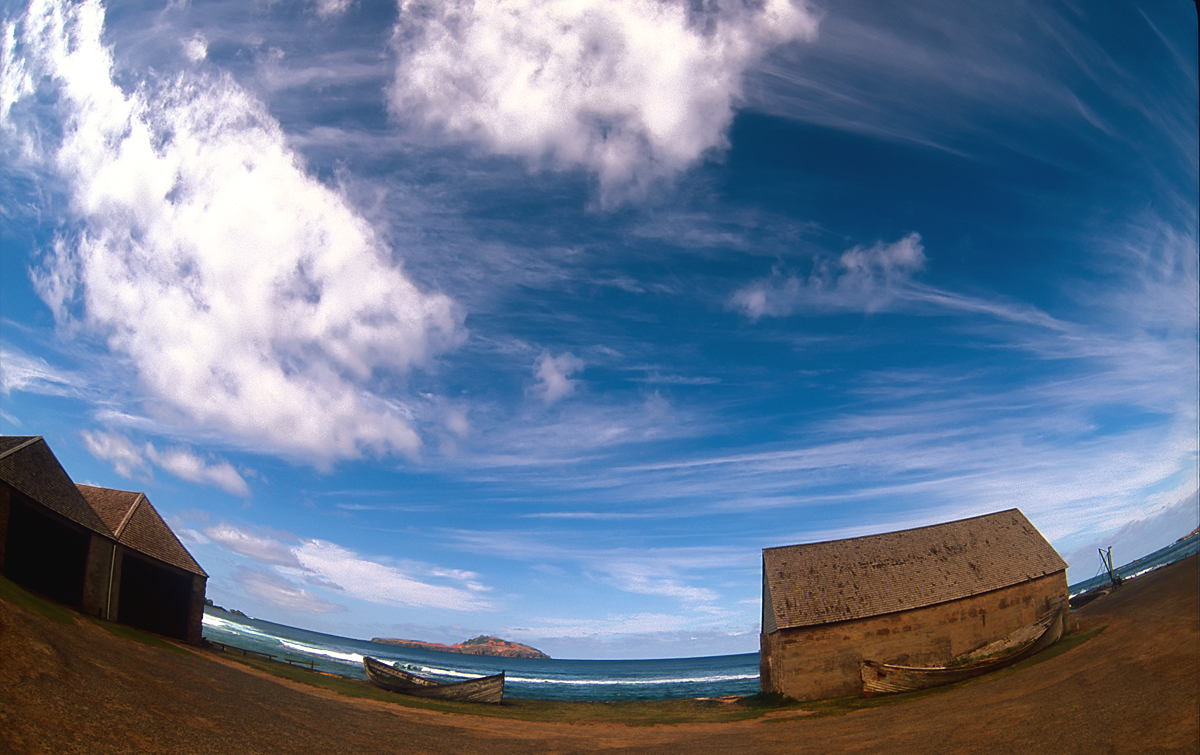
Kingston
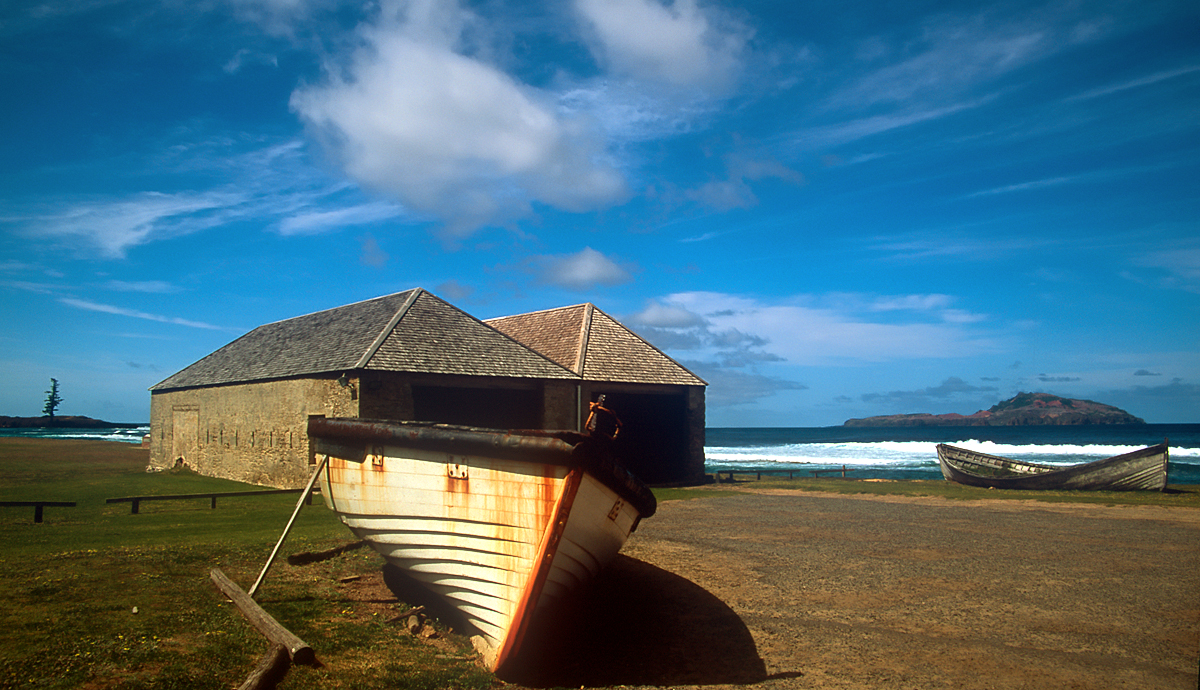
Kingston
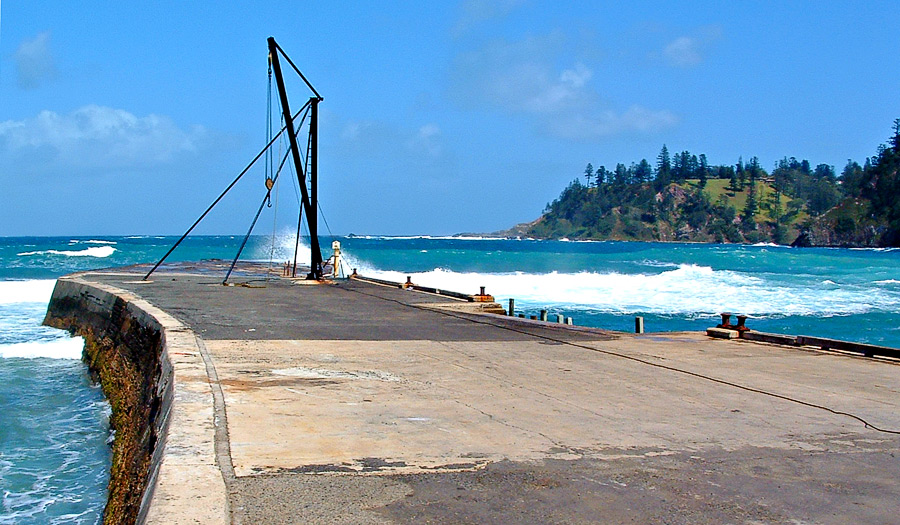
Landesteg in Kingston